# Geoffroyus simplex
Il pappagallo dal collare (Geoffroyus simplex) è un uccello della famiglia degli Psittaculidi, endemico della Nuova Guinea.